# Günter Peter Straschek
Günter Peter Straschek (* 23. Juli 1942 in Graz; † 29. September 2009 in Wien) war ein österreichischer Filmhistoriker und Filmemacher, der das Exil von Filmschaffenden aus dem nationalsozialistischen Deutschland erforscht hat.

## Leben
Straschek, der sich in Graz, der ehemaligen „Stadt der Volkserhebung“, und in einem Land unwohl fühlte, in dem die nazistische Vergangenheit fortlebte, war zunächst vor allem an Literatur interessiert.  Er gründete mit Barbara Frischmuth und Peter Orthofer die (hektografierte) Zeitschrift reflexe (1959/60). 1961 verließ er Österreich und trampte durch Europa und Kleinasien, arbeitete in einem Kibbuz in Israel. Über Amsterdam kam er nach West-Berlin, wo er im Herbst 1963 ein Gesuch zur Übersiedlung in die DDR stellte, das jedoch von den zuständigen DDR-Behörden abschlägig beschieden wurde. Von 1964 bis 1966 studierte er bei Friedrich Knilli am Filmseminar des Instituts für Sprache im technischen Zeitalter der TU Berlin.
1966 schrieb er sich für ein Studium der Filmregie an der gerade gegründeten Deutschen Film- und Fernsehakademie Berlin ein, wurde dort 1967 mit sechs anderen Kommilitonen nach einer Prüfung entlassen. Fünf der sieben entlassenen Studenten waren amtierende oder ehemalige Studentenvertreter, alle waren politisch aktiv. Nach Protesten wurden sie wieder aufgenommen, Straschek jedoch im Frühjahr 1968 aus politischen Gründen erneut relegiert. Noch im selben Jahr führte er mit seinem Freund Holger Meins, in Zusammenarbeit mit dem Frankfurter AUSS (Aktionszentrum unabhängiger und sozialistischer Schüler), ein Filmprojekt mit Schülern durch. Es sollte ein Modell für „revolutionäre Filmarbeit“ abgeben. Nachdem am 27. November 1968 weitere 18 Kommilitonen, darunter Hartmut Bitomsky, Harun Farocki und Holger Meins, von der Akademie verwiesen worden waren, war auch für Straschek eine Fortsetzung des Studiums ausgeschlossen.
Nach seinem „Scheitern in dieser Branche“ gab Straschek, der zuvor auch für Fernsehanstalten gearbeitet hatte, Mitte der 1970er Jahre das Filmemachen auf und beschränkte sich auf Publizistik und Forschung.
Bereits 1967 hatte sich sein Interesse an der Emigration von Filmschaffenden aus dem nationalsozialistischen Deutschland angekündigt. Daraus erwuchs eine Jahrzehnte andauernde Forschung, während der er, gemeinsam mit seiner Frau, der Übersetzerin Karin Rausch, über 1000 Interviews mit Emigranten bzw. ihren Angehörigen geführt und über sie in Bibliotheken und Archiven Nord- und Südamerikas und Europas recherchiert hat.
Ende 1975 übersiedelten Straschek und Rausch nach London, wohnten zuerst in Golders Green, dann auf dem Land in East Sussex, ab Mitte der achtziger Jahre nahmen sie Wohnsitz in Wien, lebten von 1990 bis 1993 in Shanghai und von 1993 bis 1997 in Delhi.
Straschek wurde am Grinzinger Friedhof (Gruppe 1, Reihe B, Nummer 157) in Wien bestattet.

## Werk
Strascheks erster eigener Film, Hurra für Frau E. (1967), zeichnet das sympathisierende Porträt einer Frau, „die sich mit ihren Kindern durchschlug, in einem Nachtclub arbeitete (...), gegen gesellschaftliche Regeln verstiess“. Dieser und mehr noch seine nächsten beiden Kurzfilme sind Beispiele für formal strenge politische Interventionen.
Sein Handbuch wider das Kino (1975) analysiert in faktenreichen, nach Ländern geordneten Studien den „Aufstieg und Fall der kapitalistischen Kinofilmindustrie“. Hart geht der Autor sowohl mit den Prätentionen des künstlerischen als auch des sozialkritischen Films ins Gericht. Während Burkhard Bütow in der Zeit das Handbuch einen „zähen, mit abgestandenem SDS-Jargon gewürzten Daten-, Zahlen- und Namensbrei“ nannte, heißt es in einem Nachruf auf Straschek: „Dieser ungerechte Abgesang aufs Kino wird ihm mehr gerecht als sämtliche Apologien.“
Von seinem Lebenswerk über die Emigranten des deutschen Kinos sind bislang nur Nebenarbeiten bekannt geworden: die fünfstündige Fernsehdokumentation Filmemigration aus Nazideutschland (1975), in der er mit einer Vielzahl von Emigranten, darunter Lotte H. Eisner, George Froeschel, Dolly Haas, Anatole Litvak und Franz Marischka, spricht, drei Features für den Hörfunk und wenige Artikel. Geplant waren drei Bände, wovon der erste eine „kritische Historie“, die Bände zwei und drei ein Handbuch zum Thema mit Biographien, Bibliographien und Filmographien umfassen sollten. Straschek verfolgte den ehrgeizigen Plan, „aller uns bekannt gewordenen Emigranten“ zu gedenken, also nicht nur der Regisseure, sondern sämtlicher Film-Mitarbeiter bis hin zu den Filmanwälten und Kopierwerksleitern, insgesamt 3.000 Personen (1.500 hauptberuflich Filmschaffende und 1.500, die nur am Rande mit Film zu tun hatten). Der Arbeit geht die Einschätzung voraus, dass „von diesem Exodus der deutschsprachige Film sich nicht mehr erholt hat und nie wieder erholen wird“, sie hat auch persönliche Motive: „Ich wollte eine Berufsgruppe untersuchen, ihre Leiden und Erfahrungen nicht in Vergessenheit geraten lassen, aber auch für uns in Bereichen Aufklärung schaffen, die mich von frühester Kindheit an, dank meines sozialistischen Vaters, interessiert haben: Faschismus, Widerstand, Emigration, Moral und Rache.“
Das von der Deutschen Forschungsgemeinschaft (DFG) unterstützte Emigranten-Handbuch ist nie erschienen. Hinweise auf die Arbeit bilden die zahlreichen, nun ins Leere gehenden, Verweise „see Straschek film biographies“ im International Biographical Dictionary of Central European Emigrés 1933–1945. Volume II (München, New York, London, Paris 1983).

## Publikationen (Auswahl)
- „Vor, während und nach Schicklgruber“, kino, 6 / November 1967
- „Flugschrift II“, film, Oktober 1968 (mit M. Lukasik und Holger Meins)
- „Gegen Moralismus, für Konsum“, film, März 1969
- „Pesaro, Kino und Politik“, film, November 1969
- Straschek 1963–74 Westberlin. In: Filmkritik. 212 / 1974
- Handbuch wider das Kino. Frankfurt/M.: Suhrkamp 1975
- „Stalin, Heinz Goldberg und (Heinrich Heine)“, Exilforschung. Ein internationales Jahrbuch, Bd. 1 / 1983, S. 147–158

## Filmografie
- 1967. Situationen von Johannes Beringer (15 Minuten; Mitwirkung)
- 1967. Hurra für Frau E. (7 Minuten; Drehbuch und Regie)
- 1967/68. Ein Western für den SDS. (21 Minuten; Drehbuch, Regie, Schnitt)
- 1970. Zum Begriff des „kritischen Kommunismus“ bei Antonio Labriola (1843–1904). (18 Minuten; Drehbuch, Regie)
- 1972. Einleitung zu Arnold Schoenbergs Begleitmusik zu einer Lichtspielscene von Danièle Huillet und Jean-Marie Straub (15 Minuten; Darsteller)
- 1975. Es stirbt allerdings ein jeder ... (Dokumentarfilm über Holger Meins) von Renate Sami (60 Minuten; Interviewter)
- 1975. Filmemigration aus Nazideutschland. Fernsehdokumentation WDR / SFB (fünf Teile zu je ca. 60 Minuten; Drehbuch, Regie, Interviewer)

## Hörfunk-Features (Auswahl)
- Deutsche Lautsprecher. Versuch über Akustik und Politik. SFB 3, 4. November 1966 (Zusammen mit Friedrich Knilli. Teilabdruck in: Friedrich Knilli: Deutsche Lautsprecher. Versuche zu einer Semiotik des Radios. Stuttgart 1970)
- Ich arbeite noch immer jeden Tag. Aus der Korrespondenz mit Hollywood-Veteranen. SFB 3, 1. Mai 1972
- Ideen fallen nicht vom Himmel. Über Antonio Labriola. SFB 3, 13. März 1973
- Der Kino. SFB 3, 12. Juni 1973 (unter dem Namen von Johannes Beringer)
- Besuch’ mich mal im Lesesaal. Erfahrungen mit dem materiellen Gedächtnis. Zwei Teile. SFB 3, 21. und 22. März 1988
- “I gave the lady no time to squeal”. 100 Jahre Jack the Ripper. SFB 3, 25. Oktober 1988

## Hinweise und Einzelnachweise
1. 1 2 3 4  Günter Peter Straschek: Besuch’ mich mal im Lesesaal. (SFB 3, 21. März 1988).
2. ↑  Die Zeitschrift führte den Untertitel kunst und kultur aus jugendlicher perspektive. Zur Entstehung das Interview von Hans Haider mit der Schriftstellerin Barbara Frischmuth, „Die Entdeckung der Sprache als Material“, Wiener Zeitung, 16. August 2008.
3. ↑  Günter Peter Straschek: Straschek 1963–74 Westberlin. In: Filmkritik. 212/1974, S. 354.
4. ↑  Günter Peter Straschek: Straschek 1963–74 Westberlin. In: Filmkritik. 212/1974, S. 355.
5. ↑  Leiser treten. In: Der Spiegel. 21/1967.
6. ↑  Günter Peter Straschek: Straschek 1963–74 Westberlin. In: Filmkritik. 212/1974, S. 358. Sein Film Ein Western für den SDS (1967/68) war von der Akademie-Leitung konfisziert und über das Negativ eine Sperre verhängt worden. Siehe Strascheks Anmerkung zu: Christian Deutschmann: „Herstellung eines Molotow-Cocktails und Ein Western für den SDS“, in Sprache im technischen Zeitalter, 27/1968, S. 271.
7. ↑  Karl-Heinz Stenz: Kampfplatz Kamera – Die filmkulturelle Bedeutung der filmstudierenden ’68er Generation am Beispiel der Protestaktivitäten an der neu gegründeten Deutschen Film- und Fernsehakademie Berlin (dffb). Diplomarbeit, Norderstedt 2007, S. 41–44.
8. ↑  Werner Kließ: Eine Berliner Lokalposse. Die Krise der Film- und Fernsehakademie Berlin. In: Die Zeit. 13. Dezember 1968.
9. ↑  Hierzu Johannes Beringer: „Fragmentarisches. Zu Günter Peter Straschek“, New Filmkritik, 4. Dezember 2009, s. Weblinks.
10. ↑  Johannes Beringer: (Nachruf auf Straschek) In: shomingeki, 22/2010.
11. ↑  Günter Peter Straschek: Handbuch wider das Kino. Frankfurt/M. 1975, S. 54.
12. ↑  Burkhard Bütow: Kritik in Kürze. In: Die Zeit. 39/1975. Außerdem erschienen Rezensionen im Tages-Anzeiger Zürich, 25. Juli 1975, und in Die Tat. 19. September 1975, Der Landbote. 20. September 1975 sowie in Das Argument. 99/1976, S. 853–855.
13. ↑  Stefan Ripplinger: „Straschek“. Jungle World, Gesternblog, 8. Dezember 2009. Weitere Nachrufe: Fritz Göttler: Im Einzelkampf. Zum Tod des Filmforschers Günter Peter Straschek. In: Süddeutsche Zeitung. Nr. 279, 3. Dezember 2009;
Thomas Koebner: Günter Peter Straschek. In: film-dienst, 1/2010;
Wilhelm Roth: Günter Peter Straschek. In: epd film, 1/2010.
14. ↑  „Ich arbeite noch immer jeden Tag“, „Der tägliche Gang zum Konsulat“ sowie „Nazi-Offiziere und Kellner“, siehe Liste der Hörfunk-Features.

| Personendaten    | Personendaten                              |
| ---------------- | ------------------------------------------ |
| NAME             | Straschek, Günter Peter                    |
| KURZBESCHREIBUNG | österreichischer Publizist und Filmemacher |
| GEBURTSDATUM     | 23. Juli 1942                              |
| GEBURTSORT       | Graz                                       |
| STERBEDATUM      | 29. September 2009                         |
| STERBEORT        | Wien                                       |